# 波尼·古斯丁
波尼·古斯丁（1999年6月3日—）是一名馬來西亞力量舉重選手。他於東京舉行的2020年夏季殘疾人奧林匹克運動會力量舉重男子72公斤級比賽中贏得金牌，且打破殘奧會紀錄，為第一位在殘疾人奧林匹克運動會力量舉重項目奪冠的馬來西亞選手。

## 早期生活
波尼是一名比達友族人，是砂拉越州的土著。他自小在砂拉越州西連省甘榜峇魯瑪旺（Kampung Baru Mawang）長大，父親古斯丁·則朗（Gustin Jenang）曾參與2010年在吉隆坡舉行的第五届世界殘疾人力量舉重錦標賽，而兄長布萊恩·古斯丁（Bryan Junancey Gustin）也曾代表馬來西亞征戰國際力量舉重賽事。波尼15歲開始練習力量舉重。

## 運動生涯
2021年，波尼出戰殘疾人力量舉重世界杯男子72公斤級賽事，舉出230公斤刷新世界紀錄，拿下金牌。他隨後獲選為2020年夏季殘疾人奧林匹克運動會開幕式的馬來西亞旗手。他之後參與力量舉重男子72公斤級比賽，舉出228公斤締造殘奧會新猷，亦成爲首位在殘奧會封王的馬來西亞力量舉重選手。